# Художественный музей Северной Каролины
Художественный музей Северной Каролины (англ. North Carolina Museum of Art; сокр. NCMA) — музей в штате Северная Каролина, США; один из ведущих художественных музеев на юге Соединённых Штатов.
Финансирование создания музея началось в 1947 году. Открыт для посещения был в 1956 году. На сегодня он включает в себя коллекцию, которая насчитывает экспонаты за 5000 лет — от античности до наших дней.
В 1924 году в художественном обществе North Carolina State Art Society был проявлен интерес в создании художественного музея. В 1928 году общество на имеющиеся средства приобрело 75 картин, которые были показаны в 1929 году на временной выставке в Agriculture Building. В 1939 году музей был перенесен в бывшее здание Верховного Суда. В 1947 году Законодательное собрание штата выделило один миллион долларов на покупку коллекции произведений искусства для жителей Северной Каролины — это было первым случаем выделения государственных средств для художественной коллекции в стране.
В течение своей деятельности музей реконструировался и прибавлял новые здания. В апреле 2010 года в нём открылось новое Западное здание, имеющее площадь 127 000 квадратных футов (11 800 м²), спроектированное нью-йоркскими архитекторами из компании Thomas Phifer and Partners. В рамках этого проекта было преобразовано и восточное здание. Общая стоимость работ составила 72,3 миллиона долларов.